# Lista siturilor arheologice din județul Maramureș - M
Lista siturilor arheologice din județul Maramureș - M conține toate siturile arheologice din județul Maramureș înscrise în Repertoriul Arheologic Național (RAN) și aflate în localități al căror nume începe cu litera M. RAN este administrat de Ministerul Culturii și Patrimoniului Național și cuprinde date științifice, cartografice, topografice, imagini și planuri, precum și orice alte informații privitoare la zonele cu potențial arheologic, studiate sau nu, încă existente sau dispărute.
Puteți căuta un sit din localitățile care încep cu litera M folosind formularul de mai jos sau puteți naviga prin toate siturile din județ la Lista siturilor arheologice din județul Maramureș.
| Cod RAN                                   | Denumire | Localitate                             | Adresă                   | Datare            | Descoperit                          | Coordonate | Imagine           | Erori            |
| ----------------------------------------- | --- | -------------------------------------- | ------------------------ | ----------------- | ----------------------------------- | ---------- | ----------------- | ---------------- |
| 109407.01.01 (Cod LMI: MM-I-m-B-04395.03) | Situl arheologic de la Mesteacăn - "La Parhon" / ansamblu anonim (Categorie: locuire civilă) (Tip: Așezare)            | sat Mesteacăn, comuna Valea Chioarului | La Parhon, Valea Caselor | Suciu de Sus      |                                     |            | Încărcați imagine | Raportați eroare |
| 109407.01.02 (Cod LMI: MM-I-m-B-04395.02) | Situl arheologic de la Mesteacăn - "La Parhon" / ansamblu anonim (Categorie: locuire civilă) (Tip: Așezare)            | sat Mesteacăn, comuna Valea Chioarului | La Parhon, Valea Caselor | sec. III - IV     |                                     |            | Încărcați imagine | Raportați eroare |
| 109407.01.03 (Cod LMI: MM-I-m-B-04395.01) | Situl arheologic de la Mesteacăn - "La Parhon" / ansamblu anonim (Categorie: locuire civilă) (Tip: Așezare)            | sat Mesteacăn, comuna Valea Chioarului | La Parhon, Valea Caselor | sec. VII - IX     |                                     |            | Încărcați imagine | Raportați eroare |
| 108357.02.01                              | Așezarea din epoca bronzului de la Moisei - Tarnița Purcărețului / ansamblu anonim (Categorie: locuire) (Tip: Așezare) | sat Moisei, comuna Moisei              | Tarnița Purcărețului     |                   | J. Béres, M. Dăncuș și Gh. Todinca. |            | Încărcați imagine | Raportați eroare |
| 108776.01.01                              | Așezarea medievală de la Mogoșești / ansamblu anonim (Categorie: locuire) (Tip: Așezare)                               | sat Mogoșești, comuna Satulung         |                          | sec. XVI- XVII    |                                     |            | Încărcați imagine | Raportați eroare |
| 106513.01.01                              | Așezarea preistorică de la Merișor / ansamblu anonim (Categorie: locuire) (Tip: Așezare)                               | sat Merișor, oraș Tăuții-Măgherăuș     |                          | Hallstatt         |                                     |            | Încărcați imagine | Raportați eroare |
| 109407.02.01                              | Situl arheologic din Mesteacăn - Valea Caselor / ansamblu anonim (Categorie: locuire) (Tip: Așezare)                   | sat Mesteacăn, comuna Valea Chioarului | Valea Caselor            | Suciu de Sus - II |                                     |            | Încărcați imagine | Raportați eroare |
| 109407.02.03                              | Situl arheologic din Mesteacăn - Valea Caselor / ansamblu anonim (Categorie: locuire) (Tip: Așezare)                   | sat Mesteacăn, comuna Valea Chioarului | Valea Caselor            | sec. VII- IX      |                                     |            | Încărcați imagine | Raportați eroare |